# Liste der Biografien/Peter, R
Liste der Biografien |
Portal Biografien |
R Personensuche
# |
A |
B |
C |
D |
E |
F |
G |
H |
I |
J |
K |
L |
M |
N |
O |
P |
Q |
R |
S |
T |
U |
V |
W |
X |
Y |
Z |
?
 
Pa |
Pc |
Pe |
Pf |
Ph |
Pi |
Pj |
Pk |
Pl |
Pm |
Pn |
Po |
Pr |
Ps |
Pt |
Pu |
Pv |
Pw |
Py
 
Pea |
Peb |
Pec |
Ped |
Pee |
Pef |
Peg |
Peh |
Pei |
Pej |
Pek |
Pel |
Pem |
Pen |
Peo |
Pep |
Peq |
Per |
Pes |
Pet |
Peu |
Pev |
Pew |
Pex |
Pey |
Pez
 
Peta |
Petc |
Pete |
Peth |
Peti |
Petj |
Petk |
Petl |
Petm |
Peto |
Petr |
Pets |
Pett |
Petu |
Petw |
Pety |
Petz
 
Petea |
Petec |
Petei |
Petek |
Petel |
Peten |
Peter |
Petes
 
Peter, A |
Peter, B |
Peter, C |
Peter, D |
Peter, E |
Peter, F |
Peter, G |
Peter, H |
Peter, I |
Peter, J |
Peter, K |
Peter, L |
Peter, M |
Peter, N |
Peter, O |
Peter, P |
Peter, R |
Peter, S |
Peter, T |
Peter, U |
Peter, V |
Peter, W |
Peter, Y |
Peter, Z |
Petera |
Peterb |
Peterd |
Petere |
Peterf |
Peterh |
Peteri |
Peterk |
Peterl |
Peterm |
Petern |
Peters |
Petery |
Peterz
Die Liste der Biografien führt alle Personen auf, die in der deutschsprachigen Wikipedia einen Artikel haben. Dieses ist eine Teilliste mit 10 Einträgen von Personen, deren Namen mit den Buchstaben „Peter, R“ beginnt.

## Peter, R

### Peter, Ra
- Peter, Ralf (* 1961), deutscher DFB-Bundestrainer
- Peter, Ralf (* 1968), deutscher Sänger

### Peter, Re
- Peter, Reiko (* 1989), Schweizer Squashspieler

### Peter, Ri
- Peter, Richard (1895–1977), deutscher Fotojournalist
- Peter, Richard jun. (1915–1978), deutscher Fotojournalist
- Peter, Rico (* 1983), Schweizer Bobsportler

### Peter, Ro
- Péter, Róbert (* 1983), rumänischer Eishockeyspieler
- Péter, Rózsa (1905–1977), ungarische MathematikerinRózsa Péter (1905–1977)

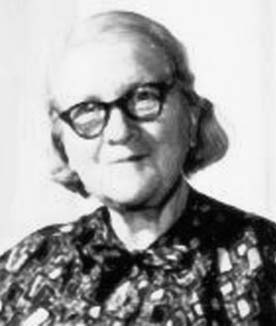
Rózsa Péter (1905–1977)

### Peter, Ru
- Peter, Rudolf (1857–1918), deutscher Bibliothekar, Klassischer Philologe und Religionswissenschaftler
- Peter, Rudolf (1884–1949), deutscher Pädagoge und Mitarbeiter im Reichserziehungsministerium